# Route nationale 568 (Belgique)
Pour les articles homonymes, voir Route nationale 568 (homonymie).
La route nationale 568 est une route nationale de Belgique de 10,5 kilomètres qui relie Jumet à Farciennes via Ransart et Fleurus

## Description du tracé

### Communes sur le parcours
- Région wallonne
  -  Province de Hainaut
    - Jumet
    - Ransart
    - Wangenies
    - Fleurus
    - Farciennes